# بلانكت
بلانكت (بالإنجليزية: Blanket)‏ هي مدينة أمريكية تقع في ولاية تكساس.تبلغ مساحة هذه المدينة 1.5 (كم²)،ويبلغ عدد سكانها 402 نسمة حسب إحصاء سنة 2010 م. تشير إحصاءات سنة 2000م بأن الكثافة السكانية في هذه المدينة تقدر بـ(270.1) نسمة/كم2.

## التركيبة السكانية
حدّد مكتب تعداد الولايات المتحدة بيانات التركيبة السكانية لبلانكت في تعداد الولايات المتحدة. في ما يلي، التركيبة السكانية حسب تعدادي 2000 و2010.

### تعداد عام 2000
بلغ عدد سكان بلانكت 402 نسمة بحسب تعداد عام 2000، وبلغ عدد الأسر 170 أسرة وعدد العائلات 113 عائلة مقيمة في البلدة. في حين سجلت الكثافة السكانية 240.7 نسمة لكل كيلومتر مربع (623.4/ميل2). وبلغ عدد الوحدات السكنية 189 وحدة بمتوسط كثافة قدره 113.2 لكل كيلومتر مربع (293.2/ميل2).
وتوزع التركيب العرقي للبلدة بنسبة 92.54% من البيض و1% من الأمريكيين الأفارقة و1% من الأمريكيين الأصليين و3.73% من الأعراق الأخرى و1.74% من عرقين مختلطين أو أكثر و9.20% من الهسبانيون أو اللاتينيون من أي عرق.
بلغ عدد الأسر 170 أسرة كانت نسبة 37.1% منها لديها أطفال تحت سن الثامنة عشر تعيش معهم، وبلغت نسبة الأزواج القاطنين مع بعضهم البعض 54.1% من أصل المجموع الكلي للأسر، ونسبة 10% من الأسر كان لديها معيلات من الإناث دون وجود شريك، بينما كانت نسبة 2.4% من الأسر لديها معيلون من الذكور دون وجود شريكة وكانت نسبة 33.5% من غير العائلات. تألفت نسبة 31.2% من أصل جميع الأسر من عدة أفراد يعيشون في نفس المنزل ونسبة 14.1% كانت تتألف من شخص يعيش بمفرده يبلغ من العمر 65 عاماً أو أكثر. وبلغ متوسط حجم الأسرة المعيشية 2.36، أما متوسط حجم العائلات فبلغ 2.97.
بلغ العمر الوسطي للسكان 39.2 عاماً. وكانت نسبة 28.4% من القاطنين تحت سن الثامنة عشر، وكانت نسبة 4.7% بين الثامنة عشر والرابعة والعشرين عاماً، ونسبة 26.6% كانت واقعةً في الفئة العمرية ما بين الخامسة والعشرين والرابعة والأربعين عاماً، ونسبة 25.9% كانت ما بين الخامسة والأربعين والرابعة والستين، ونسبة 14.4% كانت ضمن فئة الخامسة والستين عاماً فما فوق. يوجد لكل 100 أنثى 103.0 ذكر، ويوجد لكل 100 أنثى في الثامنة عشر من عمرها فما فوق 92.0 ذكر.
بلغ متوسط دخل الأسرة في البلدة 34,375 دولارًا، أما متوسط دخل العائلة فبلغ 42,222 دولارًا. وكان متوسط دخل الذكور 34,063 دولارًا مقابل 16,667 دولارًا للإناث. وسجل دخل الفرد الخاص بالبلدة 16,611 دولارًا. وكانت نسبة 15.4% من العائلات ونسبة 17.8% من السكان تحت خط الفقر، وكان من هؤلاء نسبة 23.3% تحت سن الثامنة عشر ونسبة 31.7% في الخامسة والستين من العمر وما فوق.

### تعداد عام 2010
بلغ عدد سكان بلانكت 390 نسمة بحسب تعداد عام 2010، وبلغ عدد الأسر 164 أسرة وعدد العائلات 115 عائلة مقيمة في البلدة. في حين سجلت الكثافة السكانية 233.5 نسمة لكل كيلومتر مربع (604.8/ميل2). وبلغ عدد الوحدات السكنية 198 وحدة بمتوسط كثافة قدره 118.6 لكل كيلومتر مربع (307.2/ميل2).
وتوزع التركيب العرقي للبلدة بنسبة 94.10% من البيض و0.26% من الأمريكيين الأفارقة و0.77% من الأمريكيين الأصليين و2.82% من الأعراق الأخرى و2.05% من عرقين مختلطين أو أكثر و12.56% من الهسبانيون أو اللاتينيون من أي عرق.
بلغ عدد الأسر 164 أسرة كانت نسبة 29.3% منها لديها أطفال تحت سن الثامنة عشر تعيش معهم، وبلغت نسبة الأزواج القاطنين مع بعضهم البعض 54.9% من أصل المجموع الكلي للأسر، ونسبة 8.5% من الأسر كان لديها معيلات من الإناث دون وجود شريك، بينما كانت نسبة 6.7% من الأسر لديها معيلون من الذكور دون وجود شريكة وكانت نسبة 29.9% من غير العائلات. تألفت نسبة 29.3% من أصل جميع الأسر من عدة أفراد يعيشون في نفس المنزل ونسبة 11% كانت تتألف من شخص يعيش بمفرده يبلغ من العمر 65 عاماً أو أكثر. وبلغ متوسط حجم الأسرة المعيشية 2.38، أما متوسط حجم العائلات فبلغ 2.90.
بلغ العمر الوسطي للسكان 43.3 عاماً. وكانت نسبة 23.8% من القاطنين تحت سن الثامنة عشر، وكانت نسبة 5.9% بين الثامنة عشر والرابعة والعشرين عاماً، ونسبة 21% كانت واقعةً في الفئة العمرية ما بين الخامسة والعشرين والرابعة والأربعين عاماً، ونسبة 27.9% كانت ما بين الخامسة والأربعين والرابعة والستين، ونسبة 21.3% كانت ضمن فئة الخامسة والستين عاماً فما فوق. وتوزع التركيب الجنسي للسكان بنسبة 51% ذكور و49% إناث.

## أعلام
- توماس فيرنور سميث